# انجیرمرغ سبز
انجیرمرغ سبز (نام علمی: Sphecotheres viridis) نام یک گونه از سرده مرغ‌انجیر است.